# El paraíso desdeñado
El paraíso desdeñado es un libro romántico-amoroso del escritor español Mauricio Bacarisse en el que la naturaleza está muy presente 

## Análisis
Es destacable su última sección -titulada De profundis (posiblemente incluida a última hora para que el poemario no quedara excesivamente breve)-, en la que desarrolla el tema del amor constante más allá de la muerte con la novedad de conjugar la concepción cristiana de la resurrección y la atómica-molecular. Además de la influencia de Francisco de Quevedo, también está presente la de San Juan de la Cruz.
De profundis son las palabras con que se inicia el Salmo 129 de la Vulgata (130 de la Biblia moderna), en el que se implora la misericordia de Dios. Aunque coinciden en el título, desde el punto de vista temático nada tiene que ver este poema de Mauricio Bacarisse con la obra homónima de Oscar Wilde, si bien la actitud anímica que los motiva sí que es parecida: en ambos casos se trata de superar una frustración amorosa con motivos de inspiración cristiana.
- Datos: Q5826042